# Molophilus (Austromolophilus) burraganee
Molophilus (Austromolophilus) burraganee is een tweevleugelige uit de familie steltmuggen (Limoniidae). De soort komt voor in het Australaziatisch gebied.